# Lijst van 19e-eeuwse Nederlandse vrouwelijke kunstenaars
Dit is een overzicht van Nederlandse vrouwelijke kunstenaars uit de 19e eeuw over wie een eigen artikel op de Nederlandstalige Wikipedia beschikbaar is.

## A

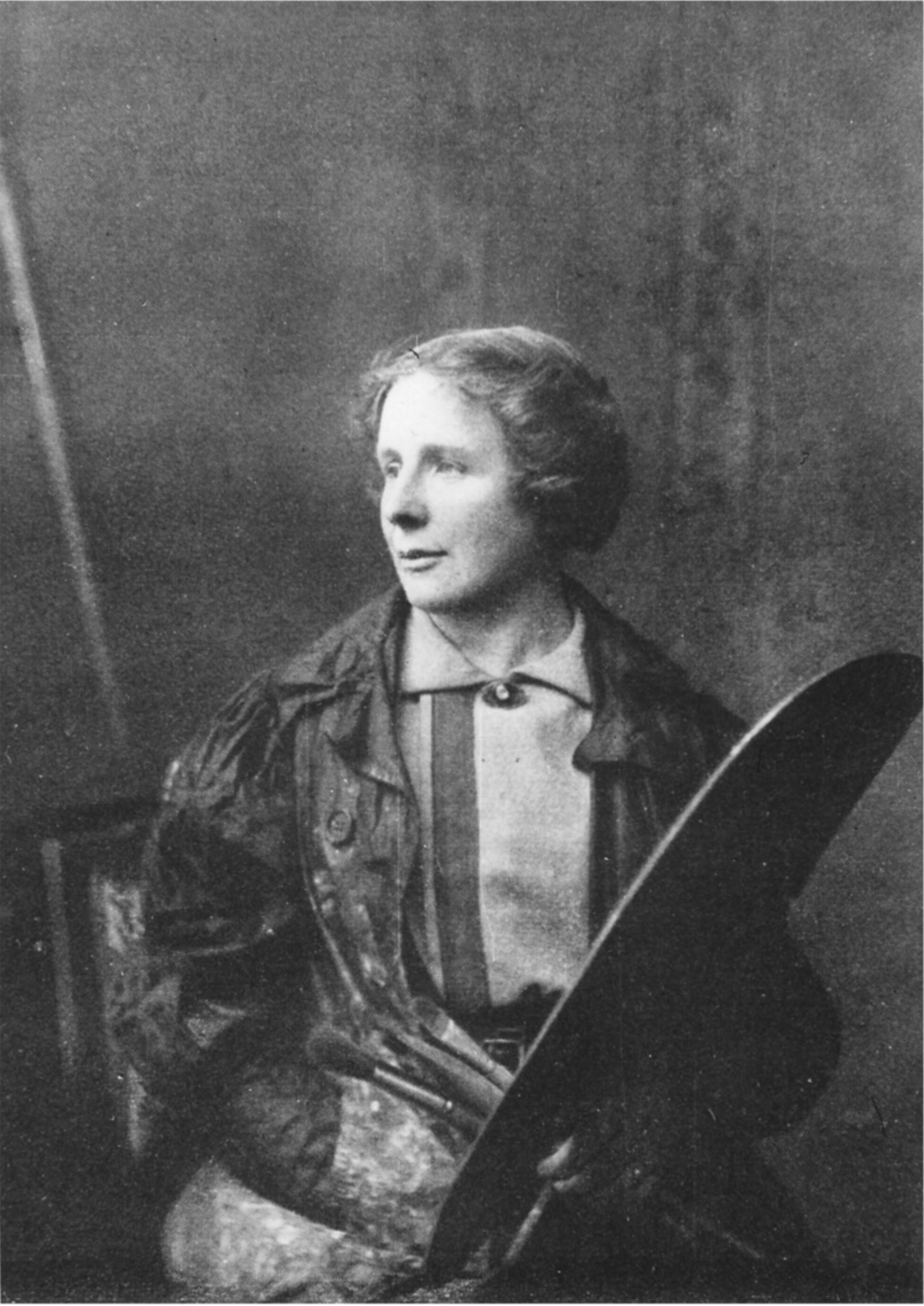
Thamine Tadama Groeneveld

- Anna Adelaïde Abrahams

## B
- Maria Geertruida Barbiers
- Ans van den Berg
- Else Berg
- Marie Bilders-van Bosse
- Kate Bisschop-Swift
- Adri Bleuland van Oordt
- Nelly Bodenheim
- Corrie Boellaard
- Margaretha Cornelia Boellaard
- Helena Maria van Borselen
- Adriënne Broeckman-Klinkhamer
- Annie Bruin

## C
- Marie Cremers

## E
- Catharina Jacoba Abrahamina Enschedé
- Christina Gerarda Enschedé
- Johanna van Eybergen

## F
- Etha Fles

## H
- Adriana Johanna Haanen
- Elisabeth Alida Haanen
- Marie Heineken
- Barbara Elisabeth van Houten
- Bramine Hubrecht
- Arina Hugenholtz
- Cornelia Aletta van Hulst

## I
- Lucie van Dam van Isselt
- Olga van Iterson-Knoepfle

## J
- Adrienne van Hogendorp-s' Jacob
- Henriëtte Geertruida Knip
- Elise Thérèse Daiwaille
- Elisabeth Johanna Koning
- Jo Koster

## M
- Geesje Mesdag-van Calcar
- Wally Moes
- Marie Molijn

## O
- Maria Margaretha van Os

## R
- Adriana van Ravenswaay
- Betsy Repelius
- Suze Robertson
- Catharina Julia Roeters van Lennep
- Margaretha Roosenboom

## S
- Saar de Swart
- Gerardina Jacoba van de Sande Bakhuyzen
- Cornelia Scheffer
- Elisabeth Barbara Schmetterling
- Georgine Schwartze
- Thérèse Schwartze
- Maria Geertruida Snabilie
- Pauline Suij

## T
- Thamine Tadama-Groeneveld

## V
- Maria Vos

## W
- Victoire Wirix
- Marie Wuytiers